# 大阪府立大学生命環境科学域・大学院生命環境科学研究科
大阪府立大学生命環境科学域（おおさかふりつだいがくせいめいかんきょうかがくいき、英称:College of Life, Environment, and Advanced Sciences）は、大阪府立大学に設置されている学部の一つである。大阪府立大学大学院生命環境科学研究科（おおさかふりつだいがくだいがくいんせいめいかんきょうかがくけんきゅうか、英称:Graduate School of Life and Environmental Sciences）は大阪府立大学大学院に設置される研究科の一つである。
所在地は、中百舌鳥なかもずキャンパス（大阪府堺市中区学園町1番1号）と、りんくうキャンパス（獣医学）。戦前までに次々開校する大阪府立の獣医学学校や農学校、旧制農業専門学校などをルーツとする。
2022年度から移行する大阪公立大学改組後は、獣医学類は獣医学部に（生命環境科学研究科獣医学専攻は獣医学研究科に）、理学類は理学部に（理学系研究科は理学研究科に）、他学類は農学部に（生命環境科学研究科獣医学専攻以外は農学研究科に）所属する予定。

## 沿革
1883年、大阪府立大阪医学校（後の大阪大学）内に獣医学講習所を設置。
1888年、別科、農科を設けて大阪府立農学校が堺市車之町旧堺師範学校を仮校舎として開校。獣医学講習所は獣医科に。
1890年、大阪府立農学校が御勝山・大阪市生野区勝山に移転。通称、勝山農学校。1901年に別科、1904年に予科を設置。
1889年、獣医科を畜産科に改称，更に1923年には獣医畜産科と名称変更。1939年、男子第2部獣医科新設。1942年、旧制専門学校の府立大阪高等獣医学校に改組。1909年に園芸科を新設。1924年に校則改正し予科を廃止。農科を修業年限5年で尋常小学校卒業者が入学する農業科（のち本科）と獣医畜産科を修業年限4年、高等小学校卒業者を入学する課程に変更。園芸科は分離し、豊能郡立農商学校と合併して大阪府立園芸学校が設立される。
別科を専修科と改称。1926年、大阪府立農学校が仁徳陵・堺市大仙町、後に大阪女子大学および大阪府立白菊高等学校、現在の大仙公園の地に学舎を再移転。
1944年、大阪農業専門学校 (旧制)が池田市神田町で開校。府立園芸学校に併設。
1945年、大阪獣医畜産専門学校 (旧制)と改称。大阪府立農学校は募集停止し本科の在校生のみ。3年後の1948年、新制の大阪府立農業高等学校と改組後、1952年に廃校。
1949年、大阪獣医畜産専門学校や大阪農業専門学校が浪速大学へ再編。大阪農業専門学校は、大阪獣医畜産専門学校とともに農学部の母体となった。農学科、園芸学科、農芸化学科　獣医畜産学科設置。
1955年、大阪府立大学に改称。大学院農学研究科修士課程発足。1964年、大学院農学研究科博士課程設置。
またこの年に農業工学科が発足。園芸学科と農学科が園芸農学科に改組。
1966年、堺市百舌鳥梅町の中百舌鳥、現在のなかもずキャンパス開設。1969年から70年にかけて、農学部を堺市大仙町からなかもずキャンパスに移転。
1990年、獣医学専攻に4年制博士課程設置し6講座増設。1995年、園芸農学科園芸学コースにあった造園学講座が農業工学科の緑地計画工学講座へ合流合併。
1997年、大学院が農学生命科学研究科に改組。農学部の学科が園芸農学科→応用植物科学科、農芸化学科→応用生物化学科、農業工学科→地域環境科学科、獣医畜産学科→獣医学科に再編。
2000年、研究科を部局とする大学院大学へ移行し、教員の所属が大学院研究科となる。
2001年、獣医学教育が高度化に対応するため学科再編（大講座制導入）し3研究室増設。
2005年、法人化・「大阪女子大学」および「大阪府立看護大学」と府立大学が統合。農学部が生命環境科学部に改称される。応用植物科学科が生物情報科学科と植物バイオサイエンス学科、地域環境科学科が緑地環境科学科、応用生物化学科が生命機能化学科と応用化学科、獣医学科に再編。大阪府立大学、大阪女子大学、大阪看護大学の三大学統合・法人化を機に、理学部／大学院理学系研究科を新設した。
2009年、獣医学科・獣医学研究科がりんくうタウンのりんくうキャンパス開校。学舎を移転。
2012年、府立大学は学部・学科を廃止し、4学域13学類による学域制に移行。生命環境科学部と理学部が生命環境科学域に。理学部を生命環境科学域自然科学類に改組し編入。生命環境科学部は獣医学類、応用生命科学類、緑地環境科学類に改組。
2016年、学部・学科の募集を停止。
2018年、新たに数理科学課程が新設され、自然科学類を理学類に改組。

## 概要

### 獣医学
生命環境科学域獣医学類/大学院生命環境科学研究科獣医学専攻（4年制博士課程）動物構造機能学分野・獣医環境科学分野・獣医臨床科学分野。旧生命環境科学部獣医学科。
動物構造機能学分野
- 統合生体学領域
- 統合バイオ機能学領域

獣医環境科学分野
- 生体環境制御学領域
- 感染症制御学領域

- 先端病態解析学領域
- 高度医療学領域

### 応用生命科学
生命環境科学域応用生命科学類生命機能化学課程・植物バイオサイエンス課程/大学院生命環境科学研究科応用生命科学専攻応用生命科学分野。旧生命環境科学部生命機能化学科・生物情報科学科・植物バイオサイエンス学科を再編。

### 緑地環境科学
生命環境科学域緑地環境科学類/大学院生命環境科学研究科緑地環境科学専攻緑地環境科学分野。旧生命環境科学部緑地環境科学科。
専門と研究グループは、以下の通り。
- 生態気象学（アラスカ北極域生態系における陸域炭素循環の解明、大都市域からの熱・水蒸気・二酸化炭素の放出量の高精度評価に関する研究、微気象学的手法を用いた森林ー大気間におけるメタン交換の評価）
- 生物環境調節学（植物と環境との相互影響の解明、植物による環境調節・環境保全、効率的な植物生産システムの構築、低炭素・循環型社会のための環境制御）
- 土環境学（農業工学のうち地盤、緑化基盤、施設の多面的機能）
- 水環境学（農業工学のうち灌漑排水管理および流域水管理、農地や農業施設がもつ多面的機能の評価、農地や熱・水環境の保全、農村開発および活性化）
- 生産環境学（センシング技術）
- 緑地計画学（都市景観や文化景観に関する研究領域、居住空間整備に関する研究領域、都市内の公園緑地を中心とした各種オープンスペースに関する研究領域、都市域を取り囲む自然景観に関する研究領域、住民参加型の緑地マネージメントに関する研究領域）
- 緑地保全学（自然保護、緑化・造園、緑地のモニタリングと管理）
- 地域生態学（地域環境のマネジメント、地域社会・地域経済との調和、 地域固有性の創出、 生物との共生）
- 環境動物昆虫学（昆虫・節足動物、魚類、両生・は虫類・その他）

### 理学
生命環境科学域理学類数理科学課程・物理科学課程・分子科学課程・生物科学課程。旧理学部情報数理科学科・物理科学科・分子科学科・生物科学科を再編。一方で大学院組織は、これまで通り大学院理学系研究科を継続し、現在に至る。